# 刘歆
劉歆（前50年？—23年），字子駿，改名劉秀，汉朝宗室，西漢末年及新朝官員及學者，協助王莽篡位，出任新朝高職「羲和官」，號稱國師，晚年卻因兒子被殺與誤信預言，謀叛事敗自殺。劉歆博覽圖書，精通經學，提倡古文經學，推動把《左傳》及《古文尚書》等古文經列於學官，引發漢代今古文經學之爭；他曾與父親劉向一同校閱宮庭藏書，編成目錄學的重要著作《七略》及《別錄》，反映當時的學術思想流派。

## 生平
劉歆是漢朝宗室，乃漢高祖弟楚元王劉交之後，父親是學者劉向。劉歆年輕時便精通《詩經》及《尚書》，獲漢成帝召見，授官黃門侍郎:9、40。約前27年受詔，與父親劉向一同校閱宮中藏書，博覽群書。前22年，王莽亦擔任黃門侍郎，劉歆受到王莽的器重:44、48。前7年，劉歆獲王莽推薦，出任侍中，晉升光祿大夫，並承繼父親劉向的事業，教授五經，並繼承父親編成宮中藏書目錄《七略》，上奏朝廷。前6年，劉歆爭取請求朝廷設立《左傳》、《毛詩》、《逸禮》及《古文尚書》的學官，撰文批評太常博士抱殘守缺，寫成〈移讓太常博士書〉，開罪了當時的執政大臣與儒生，受到儒生的反擊指摘，自請離開京師，出任河內太守:67、74-75。同年，为避汉哀帝讳，改名刘秀。
前1年，王莽執政，劉歆獲召回京師，出任右曹太中大夫，進升為中壘校尉。公元1年，劉歆出任羲和官，公元5年封侯:90、92、105。公元9年，王莽篡位，劉歆是王莽的心腹，號稱國師，歌功頌德。王莽赐众多大臣姓王，刘歆因女儿嫁给王莽的儿子，故没有改姓。公元10年，劉歆的兩名兒子劉棻、劉泳牽涉入「甄尋怨謗」一案，被捕而死:139-140。新朝末年各地動亂，公元23年，道士西門君惠預言劉歆上應天象，將復興漢朝，劉歆相信了此預言，又怨恨王莽殺害他的兒子，於是和衛將軍王涉、大司馬董忠合謀叛變，機密洩漏事敗，劉歆自殺:175。

## 學術思想
劉歆認為「太極元氣」是宇宙的根本，在元氣尚未分化前，天、地、人混合為一。他相信天人感應之說，撰有《五行傳》，內容與父親劉向那部《五行傳》相似:214、213。經學方面，劉歆認為《左傳》、《毛詩》、《逸禮》及《古文尚書》都是源遠流長的儒家經典，和已經立為學官的五經有同等價值:150。他主張把這4部古文經都列於學官，批評當時太學博士所傳習的經書並不完整正確，只是經歷秦火後口傳的記錄，而古文經來自魯恭王在孔子故居中的發現、宮庭藏書及民間的經師，更為可靠:216-217。劉歆引發今古文經的論爭，受王莽重用時，他在太學為古文經設立學官:817。劉歆也注釋了《爾雅》一書:165。和神化孔子的今文經學不同，劉歆認為孔子是歷史學家、哲學家和教育家:220。
目錄學方面，劉歆承繼父親劉向校定宮中藏書的事業，撰成目錄《七略》，著錄圖書603家，13219卷，各書名下都附有簡略說明，乃節錄劉向為每部圖書所撰的解題「敘錄」而成:23-24。劉歆又把各書的敘錄按《七略》的次序輯為《別錄》20卷。《七略》體製嚴密而有系統，著錄和總結了重要的文化典籍，反映當時的學術流派和思想體系，是《史記》以外西漢史學上的最大成就:27-29。曆法方面，劉歆把西漢前期的太初曆改編為三統曆，後來收錄在《漢書·律曆志》:174。音律方面，劉歆作《鐘律書》，綜合西漢末年音律家的意見，此書內容保存在《漢書·律曆志》中:214。

## 偽造經籍案
在宋代，劉歆被司馬光、洪邁等學者懷疑偽造《周禮》一書:155。清末今文經學者康有為撰《新學偽經考》，指摘劉歆偽造古文經《左傳》和《周禮》，以協助王莽篡位:1。他斷定劉歆割裂左丘明所作的《國語》，分附於《春秋》經的各條之下，形成《左傳》:217，此外又偽造《爾雅》:165。民國時，許多學者都攻擊劉歆偽造經籍:7，如錢玄同、顧頡剛。1929年，錢穆發表〈劉向歆父子年譜〉一文，系統地駁斥了康有為之說。這篇論文轟動學術界，得到多數專家肯定，結束了清末以來今古文經的爭論:138-139；此後唯有少數學者堅持劉歆偽造之說，如郭沫若於1932年出版《兩周金文辭大系圖錄考釋》，此後累有增訂修改，然至死仍不改此說；馮友蘭亦認為《左傳》是劉歆割裂《國語》一書而造的:217-218。徐復觀提出《周禮》是劉歆與王莽二人合作偽造的，但此說沒有說服力:145、150。有學者認為劉歆竄改了《左傳》，加入杜撰的內容:817。

## 亲属
- 祖父：刘德
- 祖母：□氏
- 父亲：刘向
- 母亲：□氏
- 大哥：刘伋
- 二哥：刘赐
- 妻子：□氏
- 儿子：刘棻（被王莽杀害），儿媳：□氏

## 延伸阅读
[在维基数据编辑]
 在维基文库阅读此作者作品
 《漢書/卷020》，出自班固《漢書》
 《漢書/卷030》，出自班固《漢書》
 《漢書·卷036》，出自班固《漢書》